# استان آولینو

استان آولینو (به ایتالیایی: Provincia di Avellino) از استان‌های کشور ایتالیا است. استان آولینو در جنوب این کشور قرار دارد. مرکز این استان شهر آولینو و زیرمجموعه ناحیه کامپانیا می‌باشد. مساحت این استان ۲٬۷۹۲ کیلومتر مربع و جمعیت آن ۴۲۹٬۰۷۳ نفر است.
مهم‌ترین محصولات کشاورزی این استان فندق و شاه بلوط میباشد. 

## جغرافیا
استان آولینو با مساحتی حدود ۲٬۸۰۶ کیلومتر مربع، یکی از استان‌های داخلی ایتالیا است که هیچ دسترسی به دریا ندارد. بر اساس آمار ۳۰ سپتامبر ۲۰۲۱، جمعیت این استان ۴۰۱٬۰۲۸ نفر است.  
این استان شامل ۱۱۸ کومونه (شهرستان) می‌شود که مهم‌ترین آن‌ها آولینو (مرکز استان) و آریانو ایرپینو هستند.  

## تاریخچه
ساکنان باستان  
ساکنان اولیه این منطقه هیرپینی‌ها بودند که نام آن‌ها از واژه اُسکی hirpus (به معنای گرگ) گرفته شده است. این حیوان هنوز هم در منطقه یافت می‌شود، هرچند با کاهش شدید جمعیت همراه بوده است.  
دوران روم باستان  
در استان آولینو، چندین محوطه باستان‌شناسی از دوران روم وجود دارد که مهم‌ترین آن‌ها آئکلانوم (Aeclanum) است.  
قرون وسطی و دوران نورمان‌ها  
در سال ۱۰۲۲ میلادی، نورمان‌ها کنتنشین آریانو را به عنوان اولین نهاد سیاسی در جنوب ایتالیا تأسیس کردند. در سال ۱۱۳۰، روژه دوم در کلیسای جامع آولینو به عنوان پادشاه سیسیل تاج‌گذاری کرد و در سال ۱۱۴۰ قوانین آریانو (Assizes of Ariano) را به عنوان اولین مجموعه قوانین مدون پادشاهی سیسیل وضع نمود.  
دوران پادشاهی ناپل و تأسیس استان مدرن  
در دوران پادشاهی ناپل (بعدها پادشاهی دو سیسیل)، این منطقه تقریباً معادل پرینچیپاتو اولترا بود، هرچند برخی مناطق جزئی از کاپیتاناتا یا پرینچیپاتو چیترا محسوب می‌شدند. استان امروزی آولینو در سال ۱۸۶۰، پس از اتحاد ایتالیا، تأسیس شد.  
زلزله ۱۹۸۰ ایرپینیا
شهرهای استان آولینو در زلزله مهیب ۱۹۸۰ ایرپینیا به شدت آسیب دیدند. این زمین‌لرزه یکی از فاجعه‌بارترین حوادث طبیعی در تاریخ ایتالیا بود که خسارات جانی و مالی گسترده‌ای به همراه داشت.  

## جاذبه‌های اصلی
آثار تاریخی و مذهبی  
- قلعه نورمن‌ها در دل طبیعت سرسبز آریانو ایرپینو  
- آبه‌تریتوریال مونته‌ورجینه (Territorial Abbey of Montevergine)  
- صومعه فرانسیسکن‌های فولونی (Franciscan Friary of Folloni)  
- کلیسای جامع آریانو ایرپینو  
- آمفی‌تئاتر رومی آولا (Roman Amphitheatre of Avella)  
- باسیلیکای مسیحی نخستین پرتا (Early Christian basilica of Prata)  
مقاصد گردشگری محبوب  
- زیارتگاه‌های مونته‌ورجینه، سن جراردو مایلا در کاپوسله، و سن فرانچسکو آ فولونی  
- پیست اسکی لاچنو  
- قلعه نورمن‌ها و کلیسای جامع آریانو ایرپینو  
- محوطه‌های باستان‌شناسی آولا و آئکلانوم  
- قلعه لانچلوتی در لائورو  
- شهر قرون وسطایی جوزوالدو  
- ویرانه‌های رومی آبلینوم  
موزه‌ها و گالری‌ها  
- گالری ملی سلاکوئیدی (Selachoidei National Gallery) در آولینو، با یکی از بزرگ‌ترین مجموعه‌های ماهیان غضروفی در ایتالیا  
- موزه شهر و گالری سرامیک در آریانو ایرپینو، با نمایشگاه‌هایی از مایولیکای آریانو (نوعی سفال سنتی)  
جاذبه‌های طبیعی  
- پارک‌های منطقه‌ای مونتی پیاسنتینی و پارتنو  
- مناطق تحت حفاظت صندوق جهانی طبیعت (WWF):  
  - دره لاکاچیا (Valle della Caccia) در سنرکیا  
  - منطقه اطراف سد اوفانتو در کونزا دلا کامپانیا  
این استان ترکیبی جذاب از تاریخ، هنر، طبیعت و فرهنگ را ارائه می‌دهد که آن را به مقصدی منحصربه‌فرد برای گردشگران تبدیل کرده است.  

## غذاهای سنتی و محصولات محلی
استان آولینو با طبیعت غنی و خاک حاصلخیز خود، منبع تولید برخی از لذیذترین محصولات غذایی ایتالیا است. از جمله معروف‌ترین خوراکی‌های این منطقه می‌توان به موارد زیر اشاره کرد: 
میوه‌ها و آجیل  
- فندق (یک‌سوم از کل تولید فندق ایتالیا از این استان است!)  
- شاه بلوط مونتلا (Chestnut of Montella) - با طعمی منحصربه‌فرد و کیفیت عالی  
- گیلاس - به‌ویژه انواع محلی که در دشت‌های آولینو پرورش می‌یابند  
پنیرها و گوشت‌های محلی  
- کاچوکاوالو مونتلا (Caciocavallo of Montella) - پنیری دودی و خوش‌عطر با بافتی نرم و طعمی قوی  
- تروفل سیاه بانیولی ایرپینو (Black Truffle of Bagnoli Irpino) - از گران‌بهاترین مواد غذایی منطقه  
روغن زیتون و زیتون  
- روغن زیتون آریانو ایرپینو - با عطر و طعمی فوق‌العاده که از زیتون‌های قدیمی این منطقه استخراج می‌شود  
شراب‌های معروف  
استان آولینو یکی از مهم‌ترین مناطق تولید شراب در ایتالیاست، با انواعی همچون:  
- آلیانیکو (Aglianico) - شرابی قوی و تیره با طعمی پیچیده  
- تائوراسی (Taurasi) - معروف به "بارولو جنوب"، یکی از بهترین شراب‌های ایتالیا  
- گرکو دی توفو (Greco di Tufo) - شرابی سفید با رایحه‌ای گل‌دار و طعمی معدنی  
- فیانو دی آولینو (Fiano di Avellino) - شرابی سفید و لطیف با عطر عسل و میوه‌های خشک  
این استان با ترکیبی از غذاهای سنتی، محصولات باکیفیت و نوشیدنی‌های درجه‌یک، بهشت عاشقان آشپزی ایتالیایی است!  

## لیست کامل کمون‌های استان آولینو
استان آولینو در منطقه کامپانیا در کشور ایتالیا قرار دارد و شامل ۱۱۸ کمون (شهرستان) می‌شود. در ادامه لیست کامل این کمون‌ها به همراه پیوندهای ویکی‌پدیایی آورده شده است:
کمون‌های استان آولینو به ترتیب الفبا
۱. آیئلو دل ساباتو
۲. آلتاویلا ایرپینا
۳. آندرتا
۴. آکوئیلونیا
۵. آریانو ایرپینو
۶. آترپالدا
۷. آولا
۸. آولینو
۹. بانیولی ایرپینو
۱۰. بایانو
۱۱. بیساچیا
۱۲. بونیتو
۱۳. کایرانو
۱۴. کالابریتو
۱۵. کالیتری
۱۶. کاندیدا
۱۷. کاپوسله
۱۸. کاپریلیا ایرپینا
۱۹. کاریفه
۲۰. کاسالبوره
۲۱. کاسانو ایرپینو
۲۲. کاستل بارونیا
۲۳. کاستلفرانچی
۲۴. کاستل وتره سول کالوره
۲۵. چروینارا
۲۶. چزینالی
۲۷. چیانکه
۲۸. چیوسانو دی سن دومنیکو
۲۹. کنترادا
۳۰. کونزا دلا کامپانیا
۳۱. دومیچلا
۳۲. فلومری
۳۳. فونتاناروسا
۳۴. فورینو
۳۵. فریجنتو
۳۶. جوزوالدو
۳۷. گریچی
۳۸. گروتامیناردا
۳۹. گروتوللا
۴۰. گاردیا لومباردی
۴۱. لاچدونیا
۴۲. لاپیو
۴۳. لائورو
۴۴. لیونی
۴۵. لوگوسانو
۴۶. مانوکالتزاتی
۴۷. مارتزانو دی نولا
۴۸. ملیتو ایرپینو
۴۹. مرکوگلیانو
۵۰. میرابلا اکولانو
۵۱. مونتاگوتو
۵۲. مونتکالوو ایرپینو
۵۳. مونت فالسونه
۵۴. مونته فورته ایرپینو
۵۵. مونته فردانه
۵۶. مونته فوسکو
۵۷. مونتلا
۵۸. مونته مارانو
۵۹. مونته میلتو
۶۰. مونته ورده
۶۱. مونتورو
۶۲. مورا د سانکتیس
۶۳. موسکیانو
۶۴. موگنانو دل کاردیناله
۶۵. نوسکو
۶۶. اسپدالتو د آلپینولو
۶۷. پاگو دل والو دی لائورو
۶۸. پارولیزه
۶۹. پاترنوپولی
۷۰. پترورو ایرپینو
۷۱. پترادفوزی
۷۲. پتراستورنینا
۷۳. پرتا دی پرینچیپاتو اولترا
۷۴. پراولا سرا
۷۵. کوادرله
۷۶. کویندیچی
۷۷. روکا سن فلیچه
۷۸. روکاباسچرانا
۷۹. روتوندی
۸۰. سالزا ایرپینا
۸۱. سان مانگو سول کالوره
۸۲. سان مارتینو واله کائودینا
۸۳. سان میشله دی سرینو
۸۴. سان نیکولا بارونیا
۸۵. سان پوتیتو اولترا
۸۶. سان سوسیو بارونیا
۸۷. سانتا لوچیا دی سرینو
۸۸. سانتا پائولینا
۸۹. سانت آندرهآ دی کونزا
۹۰. سانت آنجلو آ اسکالا
۹۱. سانت آنجلو آل اسکا
۹۲. سانت آنجلو دی لومباردی
۹۳. سانتو استفانو دل سوله
۹۴. ساوینیانو ایرپینو
۹۵. اسکامپیتلا
۹۶. سنرکیا
۹۷. سرینو
۹۸. سیریگنانو
۹۹. سولوفرا
۱۰۰. سوربو سرپیکو
۱۰۱. اسپرونه
۱۰۲. استورنو
۱۰۳. سومونته
۱۰۴. تائورانو
۱۰۵. تائوراسی
۱۰۶. تئورا
۱۰۷. توره لا دی لومباردی
۱۰۸. تور ل نوتچله
۱۰۹. توریونی
۱۱۰. ترویکو
۱۱۱. توفو
۱۱۲. والاتا
۱۱۳. والساکاردا
۱۱۴. ونتیکانو
۱۱۵. ویلاماینا
۱۱۶. ویلانووا دل باتیتستا
۱۱۷. وولتورارا ایرپینا
۱۱۸. زونگولی
شهرهای مهم و مراکز گردشگری
- آولینو: مرکز استان و مهمترین شهر منطقه
- آریانو ایرپینو: دومین شهر بزرگ استان
- مونتلا: معروف به تولید شاهبلوط و پنیر کاچوکاوالو
- تائوراسی: شهر تولید شراب معروف تائوراسی
- جوزوالدو: شهر تاریخی با معماری قرون وسطایی
- سولوفرا: مرکز مهم تولید چرم در ایتالیا
1. ↑    - مشارکت‌کنندگان ویکی‌پدیا. «Province of Avellino». در دانشنامهٔ ویکی‌پدیای انگلیسی، بازبینی‌شده در ۵ دسامبر ۲۰۱۲.